# Нижньоюрківський провулок
Нижньою́рківський прову́лок — провулок у Подільському районі міста Києва, місцевість Поділ. Пролягає від Нижньоюрківської вулиці приблизно від будинку № 15 до тупика.

## Історія
Провулок виник у 1-й половині XIX століття під назвами Новий провулок, Юрківський провулок, Нова вулиця. Сучасна назва — з 1955 року.
Існуючі будівлі перенумеровано по Нижньоюрківській вулиці, ймовірно, у 1960-ті роки, а провулок вважався її відгалуженням. При цьому провулок офіційно ліквідований не був, і в 2010-x роках він знову з'явився в офіційних документах міста: його було включено до офіційного довідника «Вулиці міста Києва» та містобудівного кадастру.